# Ippolito Luigi De Cristofaro
Ippolito Luigi De Cristofaro (Scordia, 23 juni 1884 – Catania, 25 februari 1963) was een politicus in het koninkrijk Italië voor de katholieke partij Partito Popolare. In de republiek Italië was De Cristofaro lokaal politicus in Sicilië voor de Democrazia Cristiana.

## Levensloop

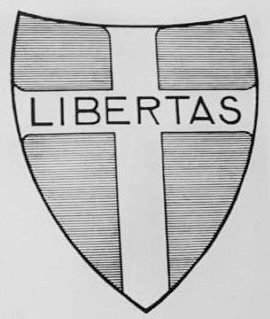
Logo uit 1919 van de katholieke partij Partito Popolare

De Cristofaro was een jurist en als diplomaat in dienst van het koninkrijk Italië.
Na de Eerste Wereldoorlog hief de Heilige Stoel het verbod op aan katholieken om politicus te zijn in het eengemaakte Italië. Voor de Siciliaanse priester Luigi Sturzo was dit het startsein voor de oprichting van de katholieke partij Partito Popolare (1919). De Cristofaro, ook een Siciliaan, was betrokken bij de voorbereidselen. 
De Cristofaro zetelde als volksvertegenwoordiger in het parlement in Rome van 1919 tot 1924. De fascistische leider Mussolini schafte de Partito Popolare nadien af en hij zond priester Sturzo in ballingschap.
Reeds tijdens de Tweede Wereldoorlog was De Cristofaro betrokken bij de voorbereiding van de oprichting van de Democrazia Cristiana. Dit was in het kielzog van de Siciliaan Mario Scelba, later minister-president en voorzitter van het Europees Parlement. De rol van De Cristofaro lag in de lokale uitbouw van het christendemocratische partijapparaat op Sicilië. Hij nam geen parlementair mandaat meer op. Zijn geboorteplaats Scordia was zijn machtsbasis.